# Moravská Ostrava a Přívoz
Moravská Ostrava a Přívoz je od 24. listopadu 1990 samostatným městským obvodem statutárního města Ostravy a zároveň nejsevernější částí moravské části města. Rozkládá se mezi řekami Odrou a Ostravicí jižně od jejich soutoku, na území 1353 ha a žije zde zhruba 40 tisíc obyvatel. Území obvodu se skládá z celých katastrálních území Moravská Ostrava a Přívoz.

## Historie
Tento obvod vznikl z katastrů bývalého města Moravská Ostrava (status obce byl udělen někdy mezi lety 1267–1279) a bývalé obce Přívoz (1377). Natrvalo do jednoho správního celku byly obě obce spojeny v roce 1924, kdy vznikla tzv. Velká Ostrava. V letech 1960–1971 byly součástí obvodu Ostrava střed, jehož název byl následně změněn na Ostrava 1.

## Obyvatelstvo
| Rok  | Obyv.  | ± %     |
| ---- | ------ | ------- |
| 1869 | 9 333  | —       |
| 1880 | 17 146 | +83,7 % |
| 1890 | 24 493 | +42,8 % |
| 1900 | 40 989 | +67,3 % |
| 1910 | 53 216 | +29,8 % |
| 1921 | 59 116 | +11,1 % |
| 1930 | 64 429 | +9 %    |
| 1950 | 63 641 | −1,2 %  |

| Rok  | Obyv.  | ± %     |
| ---- | ------ | ------- |
| 1961 | 59 319 | −6,8 %  |
| 1970 | 51 242 | −13,6 % |
| 1980 | 50 395 | −1,7 %  |
| 1991 | 46 379 | −8 %    |
| 2001 | 43 428 | −6,4 %  |
| 2011 | 38 661 | −11 %   |
| 2021 | 37 855 | −2,1 %  |

## Symboly
Znak a prapor byly uděleny usnesením Rady města Ostravy číslo 2638/46 z 29.10.1996.
Znak
V modrém štítě nad stříbrným sníženým vlnitým břevnem stříbrný kůň v poskoku se zlatým sedlem a červenou pokrývkou provázený vpravo nahoře zlatou růží se zelenými okvětními lístky a červeným semeníkem.
Prapor
Modrý list rozdělený ve vlající části bílým vlnitým pruhem o šířce 1/24 délky listu. Poměr žerďového pole, pruhu u dolního i horního okraje listu a pole vlajícího je 19:1:4. Pruh má tři oblouky směrované k žerdi a zasahující do 1/17 délky listu a dva oblouky směrované k vlajícímu okraji a zasahující do 10/12 délky listu. V žerďovém poli bílý kůň a žlutá růže ze znaku.

## Společenský život
Samospráva městského obvodu 5. července 2016 vyvěsila moravskou vlajku.